# Звіздаль (річка)
Зві́здаль — річка в Україні, в межах Малинського та Народицького районів Житомирської області, права притока Ужа (басейн Дніпра). 
Довжина 32 км. Площа водозбірного басейну 440 км². Річкова долина трапецієподібна, завширшки 2 км, завглибшки 15 м. Заплава завширшки пересічно 300 м. Річище помірно звивисте, завширшки 5 м. Використовується на господарські потреби. 
Бере початок на північно-західній околиці села Недашок. Тече спочатку на північний схід, далі поступово повертає на північ, а від села Великі Міньки тече на північний захід. Впадає до Ужа навпроти села Нове Шарне. 
Найбільші притоки: Чортовець, Безіменна, Буча (праві).